# Gerrit van Assendelft (15e eeuw)
Gerrit van Assendelft (1420 - Den Haag, 9 oktober 1486) was een lid van het Hollands adellijk geslacht Van Assendelft, heer van Assendelft van 1443 tot 1486,  raadsheer-ordinaris van het Hof van Holland, een raadsman van keizer Maximiliaan I,  heemraad van Delfland en kastelein van Schoonhoven.
Hij woonde zelf niet in het familiaal slot, de Assumburg in Heemskerk, dat zijn vader Dirk (II) van Assendelft van zijn oom Barthoud (II) van Assendelft had overgenomen, en waar zijn vader tot zijn overlijden omstreeks 1450 in verbleef. Aangenomen werd dat hij reeds vrij jong in Den Haag woonde, mogelijk in een stadswoning nog aangekocht door zijn oom Barthoud. Wonen in de stad was essentieel, ook vanuit zijn functie als lid van de Hof van Holland.
In 1460 kocht Van Assendelft de "hofstede Opburen" bij IJsselstein, en in 1476 kocht hij nog eens 35 morgen land "in Opburen". In 1482 vermeldde hij dat hij in Heinenoord een landhuis had gebouwd, het latere Hof van Assendelft.
In 1469 liet Van Assendelft zelf een huis bouwen in Den Haag aan het Westeinde, een van de oudste straten van de stad en een van de belangrijkste toegangswegen naar Den Haag, de toegang tot de stad vanuit het Westland en Loosduinen. Het huis werd later gekend als het Spaansche Hof.

## Familie
Zelf was hij kleinzoon van Gerrit van Assendelft en zoon van Dirk (II) van Assendelft. Zijn moeder was Christina van Cralingen.
Hij was gehuwd met Beatrix van Dongen. (alias van Daelem). Ze hadden vijf kinderen. Dirk (III) werd kanunnik te Utrecht. De tweede, Johan werd kastelein van Schoonhoven en rentmeester van West-Friesland maar overleed reeds in de zomer van 1480. Hun derde zoon was Nicolaas van Assendelft (circa 1454 - 1501). 
Hun oudste dochter Beatrijs van Assendelft, geboren rond 1460, werd religieuze, legde haar geloften af in het Sint Elisabethklooster in Den Haag, en verhuisde op 12 september 1485 naar het klooster Onze Lieve Vrouwe ter Zijl in Haarlem. Hun jongste dochter was Catharina, deze huwde met Adriaan van Polanen van de Lecke en daarna met Joost van Halewijn.
Een van de kleinzonen van Gerrit van Assendelft, van zijn zoon Nicolaas (Claas), was Gerrit van Assendelft.